# (36652) 2000 QY198
2000 QY198 (asteroide 36652) é um asteroide da cintura principal. Possui uma excentricidade de 0.09522940 e uma inclinação de 2.15529º.
Este asteroide foi descoberto no dia 29 de agosto de 2000 por LINEAR em Socorro.